# Stazione di Margherita di Savoia-Ofantino
La stazione di Margherita di Savoia-Ofantino era una stazione ferroviaria posta lungo la linea ferrovia Adriatica, e punto d'origine della ferrovia Margherita di Savoia Ofantino-Margherita di Savoia.

## Storia
La stazione venne inaugurata il 29 gennaio 1884 insieme alla ferrovia Margherita di Savoia Ofantino-Margherita di Savoia e come suo punto d'origine; tale linea venne chiusa poi il 1º gennaio 1986 essendo considerata un ramo secco. Venne soppressa il 7 marzo 2013.